# Официантский дом
Официа́нтский дом — историческое здание в Петергофе. Построен в 1851—1861 годы. Объект культурного наследия регионального значения. В настоящее время в здании размещается администрация Петродворцового района Санкт-Петербурга. Расположено на Калининской улице, дом 7.

## История
Дом был возведён архитектором Н. Л. Бенуа для размещения служб, связанных с подготовкой приёмов во дворце. После Октябрьской революции в здании разместилась гостиница «Интернационал». После серьёзных разрушений, полученных в ходе Великой Отечественной войны, здание было восстановлено как Дом советов, в нём находились Петродворцовый районный совет народных депутатов, Петродворцовый районный комитет КПСС, Петродворцовый районный комитет ВЛКСМ. Современная администрация района располагается там же.

## Архитектура
Здание имеет в плане форму буквы П. Оно находится на высоком цокольном этаже (предназначался для кладовых, солдатской кухни и для размещения кухонных рабочих). На первом этаже располагалась «Большая расходная кухня», а на втором — общежитие для ливрейных слуг, официантов и хранения запасного белья. Во внутренней планировке верхних этажей основное место занимают широкие коридоры с расположенными по обе стороны комнатами. Из требований пожарной безопасности были сделаны несгораемые перекрытия и несколько выходов из здания.

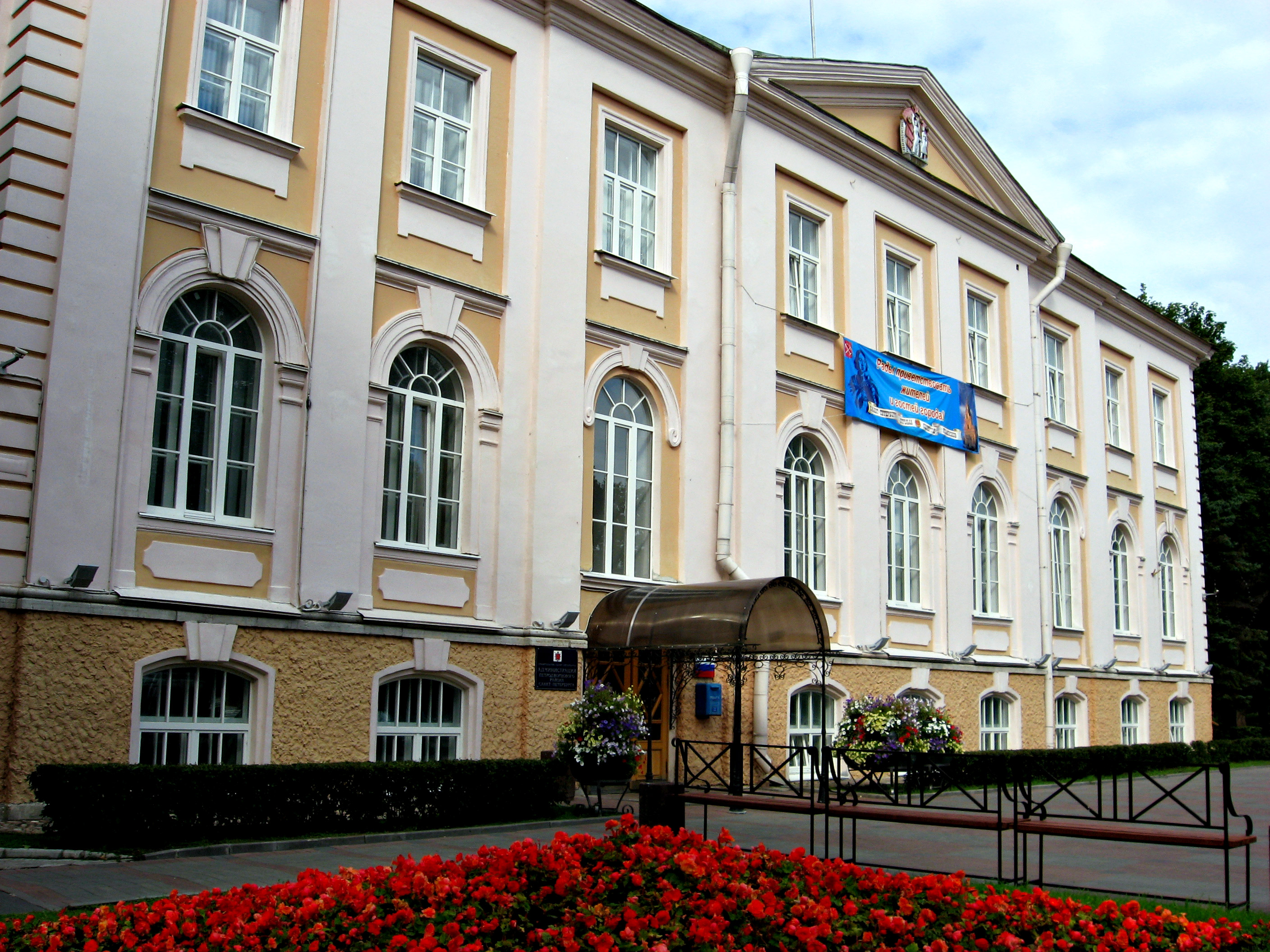

Окна цокольного этажа украшены веерными замковыми камнями. Окна первого этажа однотипные, высокие, с полуциркульным завершением, украшены богатыми наличниками, также с веерными замковыми камнями. Окна второго этажа имеют простую прямоугольную форму с простыми наличниками. Южный фасад, обращённый к Санкт-Петербургскому проспекту, расчленен широкими лопатками. Углы здания рустованы. Фасад разнообразят креповки, ступенчато нарастающие от углов здания к центральной части, завершающейся фронтоном. Западный фасад, который обращён к Верхнему парку, построен аналогично, имея два симметричных акцента, выделенных «дощатым» рустом и фронтонами.